# Marguerite Monnot
Marguerite Monnot (* 28. Mai 1903 in Decize, Département Nièvre; † 12. Oktober 1961 in Paris) war eine französische Komponistin und Konzertpianistin.
Monnot begann ihre künstlerische Ausbildung im Alter von drei Jahren, mit 16 Jahren studierte sie am Pariser Konservatorium. Mit 22 Jahren wandte sie sich dem Chanson zu. Mit Raymond Asso schrieb sie 1936 Mon légionnaire und Le Fanion de la Légion. Sie arbeitete mit Édith Piaf zusammen, für die sie große Erfolge komponierte, darunter Milord und Hymne à l’amour. Mit dem Musical Irma la Douce erlangte sie internationales Ansehen.